# Struweelnepkapoentje
Het struweelnepkapoentje (Rhyzobius chrysomeloides) is een keversoort uit de familie lieveheersbeestjes (Coccinellidae). Het komt vooral voor op zandgronden bij dennenbomen. 

## Kenmerken
De kevers zijn ongeveer 2,5 tot 3,5 millimeter lang. Hun lichaam is enigszins langwerpig ovaal. De dekschilden zijn bruin en hebben geen goed gedefinieerde punten. Ze lijken op het glanzende slanke lieveheersbeestje (Coccidula rufa), maar hebben donkere delen op hun lichaam.
De kleur en het patroon is zeer variabel, variërend van vier donkere vlekken tot grote U-vormige bogen. Door het gelijkmatige haar op de dekschilden lijkt deze tekening alleen maar dof. Het is moeilijk te onderscheiden van het meer algemene graslandnepkapoentje (Rhyzobius litura). Naast de minder bolle, meer langwerpige lichaamsvorm van het langwerpige ovale lieveheersbeestje, is zijn pronotum ronder en spitser aan de basis dan dat van de verwante Rhyzobius litura. De kielen van het prosternum zijn evenwijdig tussen de coxae van de voorpoten. In veel gevallen is het alleen mogelijk om de soort betrouwbaar te bepalen door de mannelijke genitalen onder een microscoop te onderzoeken.

## Levenswijze
De dieren leven van fruit- en naaldbomen (voornamelijk dennen), maar ook van struiken. Ze zijn meestal te vinden aan de windbeschermde kant van de bomen. Ze overwinteren in mos of onder de schors van bomen. Veel exemplaren van deze soort hebben onvolgroeide vleugels, vergelijkbaar met de verwante monochromatische lieveheersbeestjes en zijn slechte vliegers. Bij gevaar vluchten ze niet, maar spelen ze lang dood.
De imagines en larven voeden zich met bladluizen.

## Verspreiding
Het langwerpige lieveheersbeestje komt voor in Zuid- en West-Europa (maar niet in Groot-Brittannië) en Oost-Europa. 